# Princesse de Mundaka
La Princesse de Mundaka est un personnage de la mythologie basque. D'origine écossaise, elle fuit son pays pour échapper à un roi anglais et part se réfugier au Pays basque, dans le village de Mundaka en Biscaye. Séduite par Sugaar, elle se marie avec ce dernier, puis conçoit le mythique premier seigneur de Biscaye, Jaun Zuria (« Le Seigneur blanc » en basque).
Cette légende serait une fabrication pour légitimer la seigneurie de Biscaye en tant qu'État séparé de la Navarre, il n'y a en tout cas aucune trace historique d'un tel seigneur. 
| Princesse de Mundaka | Princesse de Mundaka | Princesse de Mundaka | Princesse de Mundaka | Princesse de Mundaka              | Princesse de Mundaka              |                                   |                                   |                                   |                                   | Sugaar (Feu, serpent) | Sugaar (Feu, serpent) | Sugaar (Feu, serpent)               | Sugaar (Feu, serpent)     | Sugaar (Feu, serpent)     | Sugaar (Feu, serpent)     |                           |                           |  |  |                      |                      | Mari (Déesse)        | Mari (Déesse)        | Mari (Déesse)        | Mari (Déesse)        | Mari (Déesse) | Mari (Déesse) |                                 |                                 |                                 |                                 |                                       |                                       |                                       |                                       | Amalur (La Terre Mère)                | Amalur (La Terre Mère)                | Amalur (La Terre Mère)       | Amalur (La Terre Mère)       | Amalur (La Terre Mère)              | Amalur (La Terre Mère)              |                                     |                                     |                                     |                                     |  |  |
| Princesse de Mundaka | Princesse de Mundaka | Princesse de Mundaka | Princesse de Mundaka | Princesse de Mundaka              | Princesse de Mundaka              |                                   |                                   |                                   |                                   | Sugaar (Feu, serpent) | Sugaar (Feu, serpent) | Sugaar (Feu, serpent)               | Sugaar (Feu, serpent)     | Sugaar (Feu, serpent)     | Sugaar (Feu, serpent)     |                           |                           |  |  |                      |                      | Mari (Déesse)        | Mari (Déesse)        | Mari (Déesse)        | Mari (Déesse)        | Mari (Déesse) | Mari (Déesse) |                                 |                                 |                                 |                                 |                                       |                                       |                                       |                                       | Amalur (La Terre Mère)                | Amalur (La Terre Mère)                | Amalur (La Terre Mère)       | Amalur (La Terre Mère)       | Amalur (La Terre Mère)              | Amalur (La Terre Mère)              |                                     |                                     |                                     |                                     |  |  |
|                      |                      |                      |                      |                                   |                                   |                                   |                                   |                                   |                                   |                       |                       |                                     |                           |                           |                           |                           |                           |  |  |                      |                      |                      |                      |                      |                      |               |               |                                 |                                 |                                 |                                 |                                       |                                       |                                       |                                       |                                       |                                       |                              |                              |                                     |                                     |                                     |                                     |                                     |                                     |  |  |
|                      |                      |                      |                      |                                   |                                   |                                   |                                   |                                   |                                   |                       |                       |                                     |                           |                           |                           |                           |                           |  |  |                      |                      |                      |                      |                      |                      |               |               |                                 |                                 |                                 |                                 |                                       |                                       |                                       |                                       |                                       |                                       |                              |                              |                                     |                                     |                                     |                                     |                                     |                                     |  |  |
|                      |                      |                      |                      | Jaun Zuria (Seigneur des Basques) | Jaun Zuria (Seigneur des Basques) | Jaun Zuria (Seigneur des Basques) | Jaun Zuria (Seigneur des Basques) | Jaun Zuria (Seigneur des Basques) | Jaun Zuria (Seigneur des Basques) |                       |                       | Mikelats (Mauvais esprit)           | Mikelats (Mauvais esprit) | Mikelats (Mauvais esprit) | Mikelats (Mauvais esprit) | Mikelats (Mauvais esprit) | Mikelats (Mauvais esprit) |  |  | Atarabi (Bon esprit) | Atarabi (Bon esprit) | Atarabi (Bon esprit) | Atarabi (Bon esprit) | Atarabi (Bon esprit) | Atarabi (Bon esprit) |               |               |                                 |                                 |                                 |                                 | Eguzki Amandre (La grand-mère soleil) | Eguzki Amandre (La grand-mère soleil) | Eguzki Amandre (La grand-mère soleil) | Eguzki Amandre (La grand-mère soleil) | Eguzki Amandre (La grand-mère soleil) | Eguzki Amandre (La grand-mère soleil) |                              |                              | Ilargi Amandre (La grand-mère lune) | Ilargi Amandre (La grand-mère lune) | Ilargi Amandre (La grand-mère lune) | Ilargi Amandre (La grand-mère lune) | Ilargi Amandre (La grand-mère lune) | Ilargi Amandre (La grand-mère lune) |  |  |
|                      |                      |                      |                      | Jaun Zuria (Seigneur des Basques) | Jaun Zuria (Seigneur des Basques) | Jaun Zuria (Seigneur des Basques) | Jaun Zuria (Seigneur des Basques) | Jaun Zuria (Seigneur des Basques) | Jaun Zuria (Seigneur des Basques) |                       |                       | Mikelats (Mauvais esprit)           | Mikelats (Mauvais esprit) | Mikelats (Mauvais esprit) | Mikelats (Mauvais esprit) | Mikelats (Mauvais esprit) | Mikelats (Mauvais esprit) |  |  | Atarabi (Bon esprit) | Atarabi (Bon esprit) | Atarabi (Bon esprit) | Atarabi (Bon esprit) | Atarabi (Bon esprit) | Atarabi (Bon esprit) |               |               |                                 |                                 |                                 |                                 | Eguzki Amandre (La grand-mère soleil) | Eguzki Amandre (La grand-mère soleil) | Eguzki Amandre (La grand-mère soleil) | Eguzki Amandre (La grand-mère soleil) | Eguzki Amandre (La grand-mère soleil) | Eguzki Amandre (La grand-mère soleil) |                              |                              | Ilargi Amandre (La grand-mère lune) | Ilargi Amandre (La grand-mère lune) | Ilargi Amandre (La grand-mère lune) | Ilargi Amandre (La grand-mère lune) | Ilargi Amandre (La grand-mère lune) | Ilargi Amandre (La grand-mère lune) |  |  |
|                      |                      |                      |                      |                                   |                                   |                                   |                                   |                                   |                                   |                       |                       |                                     |                           |                           |                           |                           |                           |  |  |                      |                      |                      |                      |                      |                      |               |               |                                 |                                 |                                 |                                 |                                       |                                       |                                       |                                       |                                       |                                       |                              |                              |                                     |                                     |                                     |                                     |                                     |                                     |  |  |
|                      |                      |                      |                      |                                   |                                   |                                   |                                   |                                   |                                   |                       |                       |                                     |                           |                           |                           |                           |                           |  |  |                      |                      |                      |                      |                      |                      |               |               |                                 |                                 |                                 |                                 |                                       |                                       |                                       |                                       |                                       |                                       |                              |                              |                                     |                                     |                                     |                                     |                                     |                                     |  |  |
|                      |                      |                      |                      |                                   |                                   |                                   |                                   |                                   |                                   |                       |                       | Amilamia (Bienfaisante)             | Amilamia (Bienfaisante)   | Amilamia (Bienfaisante)   | Amilamia (Bienfaisante)   | Amilamia (Bienfaisante)   | Amilamia (Bienfaisante)   |  |  | Urtzi (Dieu du ciel) | Urtzi (Dieu du ciel) | Urtzi (Dieu du ciel) | Urtzi (Dieu du ciel) | Urtzi (Dieu du ciel) | Urtzi (Dieu du ciel) |               |               | Basajaun (Seigneur de la forêt) | Basajaun (Seigneur de la forêt) | Basajaun (Seigneur de la forêt) | Basajaun (Seigneur de la forêt) | Basajaun (Seigneur de la forêt)       | Basajaun (Seigneur de la forêt)       |                                       |                                       | Basandere (Dame de la forêt)          | Basandere (Dame de la forêt)          | Basandere (Dame de la forêt) | Basandere (Dame de la forêt) | Basandere (Dame de la forêt)        | Basandere (Dame de la forêt)        |                                     |                                     |                                     |                                     |  |  |
|                      |                      |                      |                      |                                   |                                   |                                   |                                   |                                   |                                   |                       |                       | Amilamia (Bienfaisante)             | Amilamia (Bienfaisante)   | Amilamia (Bienfaisante)   | Amilamia (Bienfaisante)   | Amilamia (Bienfaisante)   | Amilamia (Bienfaisante)   |  |  | Urtzi (Dieu du ciel) | Urtzi (Dieu du ciel) | Urtzi (Dieu du ciel) | Urtzi (Dieu du ciel) | Urtzi (Dieu du ciel) | Urtzi (Dieu du ciel) |               |               | Basajaun (Seigneur de la forêt) | Basajaun (Seigneur de la forêt) | Basajaun (Seigneur de la forêt) | Basajaun (Seigneur de la forêt) | Basajaun (Seigneur de la forêt)       | Basajaun (Seigneur de la forêt)       |                                       |                                       | Basandere (Dame de la forêt)          | Basandere (Dame de la forêt)          | Basandere (Dame de la forêt) | Basandere (Dame de la forêt) | Basandere (Dame de la forêt)        | Basandere (Dame de la forêt)        |                                     |                                     |                                     |                                     |  |  |
|                      |                      |                      |                      |                                   |                                   |                                   |                                   |                                   |                                   |                       |                       |                                     |                           |                           |                           |                           |                           |  |  |                      |                      |                      |                      |                      |                      |               |               |                                 |                                 |                                 |                                 |                                       |                                       |                                       |                                       |                                       |                                       |                              |                              |                                     |                                     |                                     |                                     |                                     |                                     |  |  |
|                      |                      |                      |                      |                                   |                                   |                                   |                                   |                                   |                                   |                       |                       | Laminak (Petits êtres fantastiques) |                           |                           |                           |                           |                           |  |  |                      |                      |                      |                      |                      |                      |               |               |                                 |                                 |                                 |                                 |                                       |                                       |                                       |                                       |                                       |                                       |                              |                              |                                     |                                     |                                     |                                     |                                     |                                     |  |  |